# Stille nacht, heilige nacht (Sandra Reemer)
Stille nacht, heilige nacht is een single van Sandra Reemer. Het was haar tweede single voor Philips Records. Sandra was twaalf toen het werd uitgebracht. Stille nacht, heilige nacht maakte volgens de achterflap deel uit van een serie met kerstmuziek, uitgebracht door dat platenlabel. Sandra Reemer, toen aangeduid als Sandra, werd begeleid door een orkest onder leiding van Frans Kerkhof, die ook het arrangement verzorgde. De B-kant was eveneens een kerstlied: Gloria in excelsis Deo.
Een jaar later waren de twee kerstliedjes te horen op een ep, waarop ook De herdertjes lagen bij nachte en Hoe leit dit kindeke.
Sandra Reemer

Al di là · Stille nacht, heilige nacht · 'k Zweef aan m'n ballonnetje · Gloria, gloria · Sluimer zacht · Singapura · Hoe leit dit kindeke · Mijn gitaar · Kopi susu · Als jij maar wacht · Een bos rozen · Heimwee · Mijn concert · Teddy song · Jij vergeet · Since you have gone · (I've got) A love like a rainbow · Simon Zealotes · Love me, honey · The party's over · Trust in me · This is your heartbeat · How little we know · Colorado · Nothing's gonna change · It hurts to be in love · America here I come · Indonesia · Get it on · Rien ne va plus · Fly like an angel · Gold · All out of love · Sleep with me tonight · Laughter in the rain · Goodnight, sweetheart, goodnight · Smoke gets in your eyes · La colegiala · For your love · He was the one · Love is cruel · Domenica · The last goodbye · Mensen zoals jij · Kom naar me toe · Alles wat ik wil · Een boom voor het leven · De mooiste droom is vogelvrij
Sandra en Andres

Storybook children · Somethin' in my heart · For the first time in my life · Reach for the moon · Let us pray together · Love is all around · Those words · Que je t'aime · Mary Madonna · Als het om de liefde gaat · Mama mia · Auntie · Aime-moi · Dzjing boem! · True love · You believed · Oh, nous sommes très amoureux
Dutch Divas

Work that body · From New York to L.A.